# Фронт национального освобождения Чада
Фронт национального освобождения Чада (ФРОЛИНА) (фр.  Front de libération nationale du Tchad, FROLINAT) — военно-политическая организация Республики Чад, одна из ведущих политических сил страны в 1978—1993 годах. Правящая партия Чада в 1979—1982 годах. Основан 19 июня — 22 июня 1966 года. Распущен 14 января 1993 года. (В русскоязычных источниках и СМИ периода 1970—1990 годов традиционно именовался «ФРОЛИНА», в соответствии с правилами фонетики французского языка. Реже употреблялось сокращение «НФОЧ»).

## Основание Фронта (1966—1968)
Фронт национального освобождения Чада (ФРОЛИНА) был основан на конгрессе в городе Ньяла (Судан), открывшемся 19 июня 1966 года. На конгрессе встретились представители двух организаций, представлявших интересы мусульманского Севера страны — основанного в 1958 году левого подпольного Национального союза Чада (фр. Union Nationale Tchadienne, UNT) Ибрахима Абачи и созданной в 1965 году исламистской повстанческой группировки Фронт освобождения Чада (фр. Front de Liberation du Tchad) Ахмеда Хассана Муссы. Военная организация ФРОЛИНА получила название «Народные силы освобождения».
Программа новой организации не была проработана детально и состояла из общих положений. ФРОЛИНА провозглашал борьбу против режима Президента Франсуа Томбалбая, создание кабинета народного единства, аграрной реформы по принципу «земля тем, кто её обрабатывает», повышение заработной платы, национализация ключевых отраслей экономики, проведение культурной революции, введение арабского и французского языков как официальных. В области внешней политики фронт требовал ликвидации военных баз и вывода из Чада всех иностранных войск, установления дипломатических отношений со всеми странами, кроме Израиля и ЮАР, высказывался за позитивный нейтралитет и активную поддержку освободительных движений. Религиозные и региональные проблемы в программе не затрагивались. ФРОЛИНА отрицал возможность раскола страны на отдельные государства. При этом основатели Фронта не предприняли никаких попыток установить контакты с южночадской оппозицией, базировавшейся в ЦАР.
Генеральным секретарем ФРОЛИНА был избран Ибрахим Абача, его заместителем Мохаммед Тахер. Был сформирован Центральный комитет из 30 человек — по 15 от каждой из двух организаций.
Несмотря на то, что уже через несколько месяцев Ахмед Хассан Мусса с небольшой группой сторонников обособился от фронта, стихийные восстания на севере и востоке Чада сделали ФРОЛИНА реальной военно-политической силой. Ибрахим Абача объединил разрозненные группировки, базировавшиеся в Судане, Египте и Центральноафриканской республике и лично возглавил вооруженную борьбу, перейдя с Махаммедом Тахером через границу на территорию Чада.
Но 11 февраля 1968 года Ибрахим Абача погиб в бою с чадской армией и в истории ФРОЛИНА начался этап борьбы за власть.

## Первый раскол ФРОЛИНА (1968—1970)
В 1968 году была осуществлена реорганизация ФРОЛИНА и принята новая программа. Она предусматривала создание в Чаде «демократического, светского, народного государства», гарантию прав личности, свободу собраний, религии, профсоюзов и признание прав национальных групп. Для руководства ФРОЛИНА были созданы Национальный революционный совет и Политбюро. Был также создан и Национальный совет из 30 человек, который должен был стать правительственным и законодательным органом.
После смерти Ибрахима Абачи его заместитель Мохаммад Тахер возглавил Фронт. Однако к этому времени пестрый по этническому и политическому составу ФРОЛИНА уже распадался на отдельные группировки. В то же время группы чадской оппозиции в соседних странах постоянно публиковали все новые и новые воззвания, претендуя на лидерство в борьбе с режимом. При этом внутри страны не прекращались стихийные восстания, однако они не имели общего руководства. В августе 1968 года Тахеру удалось склонить к восстанию кочевников на севере Чада во главе с Гукуни Уэддеем. Восстание достигло границ Ливии и получило прямую поддержку от чадских эмигрантов и студентов исламского университета Аль-Байда.
В 1969 году весь север страны оказывается под контролем восставших — верными Президенту Томбалбаю остаются лишь четыре воинских гарнизона, связь с которыми осуществляется только по воздуху. Но ФРОЛИНА не может воспользоваться столь благоприятной для себя ситуацией — внутри его руководства идет борьба за власть. Погибает Мохаммад Тахер, в междоусобной борьбе убивают двух претендентов на пост Генерального секретаря фронта, третий претендент вынежден бежать в Судан. ФРОЛИНА разделяется на 1-ю армию ФРОЛИНА (фр. la Premiere Armee) — свободную коалицию полевых командиров, и 2-ю армию ФРОЛИНА (фр. la Deuxieme Armee) во главе со сменившим Тахера Гукуни Уэддеем.

## Восстановление единства. ФРОЛИНА на грани краха (1970—1972)
В 1970 году возглавивший 1-ю армию ФРОЛИНА Абба Седдик восстанавливает единство фронта, становится генеральным секретарем ФРОЛИНА и переносит его штаб-квартиру в Триполи. Он получает поддержку от пришедшего к власти в Ливии Муаммара Каддафи. Но ситуация в Чаде меняется и восстановление единства ФРОЛИНА не дает эффекта. По просьбе Томбалбая и приказу Президента Франции генерала де Голля в стране начинается операция «Бизон». В Чад прибывают французские войска, а французские советники принуждают Президента к отмене непопулярных законов, изменению политического курса и диалогу с оппозицией. К 1971 году обстановка в стране улучшается, а повстанцы контролируют лишь районы нагорья Тибести. ФРОЛИНА грозит потеря статуса реальной военно-политической силы. Но конфликт Томбалбая с Ливией после попытки государственного переворота 27 августа 1971 года вновь обостряет ситуацию. Муаммар Каддафи объявляет ФРОЛИНА единственной законной политической силой в Чаде и оказывает ей прямую помощь. Генеральный секретарь Фронта Абба Седдик обращается ко всем группировкам Фронта с призывом к единству действий.

## Второй раскол ФРОЛИНА. Вооруженные силы Севера (1972—1978)
Призыв генерального секретаря ФРОЛИНА Аббы Седдика к единству был отклонён командованием 2-й армии ФРОЛИНА во главе с Гукуни Уэддеем и Хиссеном Хабре. В феврале 1972 года они создали на основе 2-й армии Совет командования Вооружёнными Силами Севера (ФАН) (фр. Conseil de Commandement des Forces Armees du Nord, CC FAN). Председателем Совета командования ФАН стал Хиссен Хабре, его заместителем — Гукуни Уэддей. Ряды Фронта покинули и сторонники исламиста Мохаммада Баглани, который сформировал немногочисленную армию «Вулкан». Верной Седдику осталась только 1-я армия ФРОЛИНА в восточных и центрально-восточных районах Чада. При поддержке Ливии она вытеснила отряды Вооружённых сил Севера из Эннеди и они вынуждены были отойти в Борку и Тибести. После падения режима Томбалбая расслоение в среде оппозиции продолжилось — в 1975 году Фронт освобождения Чада пошёл на соглашение с военным правительством генерала Феликса Маллума, а Уэддей Кичедеми вернулся в Чад, оставив своего сына Уэддея Гукуни в Ливии. В 1976 году силы Фронта два раза при поддержке Ливии осаждали Файя-Ларжо. Однако обнаружились разногласия в Совете командования Вооружёнными силами севера — Хабре выступал против передачи Ливии полосы Аузу, а Гукуни Уэддей протестовал против захвата силами Совета французских археологов в качестве заложников.
В 1976 году Хиссен Хабре с верным ему меньшинством покинул Совет командования силами Севера и создал Вооружённые силы Севера (фр. Forces Armees du Nord), базой для которых стали префектуры Бата и Билтин. В июле 1977 года ему удалось захватить Бардаи.
Уэддей Гукуни сохранил Совет командования вооружёнными силами Севера и возглавил его. Он передал Франции захваченных Хабре французских археологов.
Теперь бывшие союзники, возглавившие основные группировки ФРОЛИНА, действовали в разных направлениях. Гукуни Уэддею удалось собрать съезд ФРОЛИНА и объединить под своим руководством вооружённые группировки, включая 1-ю армию ФРОЛИНА. На съезде был создан Временный революционный совет Фронта, а подчиненные Уэддею войска получили название Народные вооружённые силы (фр. Forces Armées Populaires, FAP). Тем временем, в сентябре 1977 года, Хиссен Хабре начал переговоры с правительством в Нджамене, а в январе 1978 года Абубакар Абдель Рахман основал 3-ю армию ФРОЛИНА, которую вскоре переименовал в Народное движение за освобождение Чада.

## Объединение ФРОЛИНА. ФРОЛИНА у власти (1978—1982)
В феврале 1978 года объединенные силы Гукуни Уэддея захватили Файя-Ларжо и установили контроль над половиной чадской территории. Французским экспедиционным силам удалось остановить их наступление только в Ати, в 300 милях к северу от Нджамены. В марте ФРОЛИНА был реорганизован — все его заграничные секции были распущены, вооруженные отряды объединены в единую армию, создан постоянный Революционный совет Фронта, который возглавил Уэддей Гукуни. Была принята и 2-я программа ФРОЛИНА, в основном повторявшая положения Программы 1966 года. В августе 1978 года Хиссен Хабре заключил соглашение с правительством Нджамены и стал премьер-министром, однако вскоре вступил в вооруженную борьбу с Президентом Маллумом. В результате этой борьбы в 1979 году центральная власть в Чаде перестала существовать. Воспользовавшись ситуацией, Народные вооруженные силы Уэддея Гукуни вошли в Нджамену, вступив в столкновение с силами Хабре. Остатки регулярной армии Чада во главе с Абделькадером Камуге отошли на юг.
В марте 1979 года противоборствующие группировки Чада достигли соглашения в Кано (Нигерия) и лидер ФРОЛИНА Гукуни Уэддей возглавил Временный государственный совет — временное правительство страны. Однако Ливия не признала соглашение в Кано, так как там не были учтены интересы проливийской группировки армия «Вулкан» Ахмата Асила. Гукуни на несколько месяцев оставил пост руководителя страны, а в августе 1979 года, после соглашений в Лагосе, возглавил Временное правительство национального единства.
Но с приходом ФРОЛИНА к власти мир в Чаде так и не наступил. В стране продолжали существовать множество независимых военных группировок : Вооруженные силы Севера Хиссена Хабре, Чадские вооруженные силы Абделькадера Камуге, Западные вооруженные силы М. Мохаммата, Народное движение за освобождение Чада Абубакара Абдель Рахмана, Народный фронт освобождения М. Сани, 1-я армия «Вулкан» А. Дана, Революционно-демократический совет Ахмата Асила, который объединил под новым названием проливийские группировки, «Подлинный ФРОЛИНА» Х. Сенусси, Национально-демократический союз  Ф.Балама и пр. Вскоре возник первый вооруженный конфликт — восстание против правительства вновь поднял Хиссен Хабре. После многомесячных боев он потерпел поражение и в конце 1980 года бежал за пределы Чада.
В 1981 году руководство ФРОЛИНА с одной стороны пытается заключить с Ливией Хартию революционных действий и создать федерацию двух стран, а с другой стороны, объединить разрозненные военные группировки. В мае ФРОЛИНА, Западные вооруженные силы, 1-я армия «Вулкан» и Революционно-демократический совет восстанавливают единый ФРОЛИНА и формально самораспускаются. Для руководства Фронтом создается Национальный совет революции. Но после ухода войск Ливии ситуация вновь ухудшается и в Чад из Судана вторгаются вооруженные отряды Хиссена Хабре.
Весной 1982 года заместитель Гукуни и лидер Чадских вооруженных сил Абделькадер Камуге отказался защищать власть ФРОЛИНА и отвел свои войска с боевых позиций. Вскоре его примеру последовал и части Революционно-демократического совета министра иностранных дел А. Асила. Верные правительству силы Фронта не смогли оказать сопротивления отрядам Хабре и 7 июня 1982 года Нджамена пала. Гукуни Уэддей с верными частями отошел на север.
ФРОЛИНА вновь оказался в оппозиции.

## Последнее противостояние и роспуск ФРОЛИНА (1982 −1993)
28 октября 1982 года в Бардаи Уэддей Гукуни сформировал Временное правительство национального спасении (также именовалось Переходным правительством национального единства) и объявил о создании Вооруженных сил освобождения. В следующем году он развернул наступление и 25 июня 1983 года занял Файя-Ларжо, взяв под контроль треть территории Чада. Однако Франция перебросила в помощь Хабре вооружения и войска и начала операцию «Манта». 30 июля силы ФРОЛИНА были выбиты из Файя-Ларжо. В ответ на это регулярная армия Ливии начала контрнаступление, 10 августа разгромила силы Хабре и отбросила из на 200 километров к югу.
Бои на севере Чада продолжались еще три года, пока 18 ноября 1986 года Хабре, Гукуни и Камуге не достигли соглашения о прекращении гражданской войны. В 1993 году новый Президент Идрис Деби созвал Национальную конференцию противоборствующих группировок Чада, которая должна была привести к окончательному установлению мира.
За день до начала Национальной конференции, 14 января 1993 года, остававшийся формальным лидером ФРОЛИНА Гукуни Уэддей объявил о роспуске Фронта национального освобождения Чада (ФРОЛИНА).